# Organické sloučeniny ceru

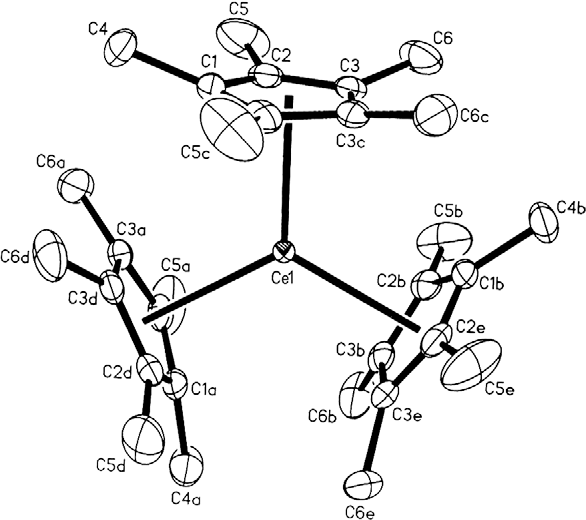
krystalová struktura komplexu (η^{5}-C_{5}Me_{5})_{3}Ce (III)

Organické sloučeniny ceru je označení, které se obvykle používá pro organické sloučeniny, v jejichž molekulách se nachází jedna nebo více vazeb mezi atomy uhlíku a ceru. Většinu těchto sloučenin nelze izolovat a jejich vlastnosti se zkoumají v roztocích skrze reakce s jinými látkami; existuje několik výjimek z tohoto pravidla, například vpravo zobrazený komplex [Cp*]3CeIII, ovšem jsou poměrně vzácné. Cer se v komplexních sloučeninách může vyskytovat v různých oxidačních číslech; zatímco jsou lanthanoidů nejstabilnější v oxidačním čísle +3, tak cer vytváří také stabilní sloučeniny, ve kterých se nachází v oxidačním čísle +4 a byly popsány komplexy ceru v obou těchto oxidačních stavech. Sloučeniny Ce4+ nejsou tak často používané kvůli svým oxidačním vlastnostem, a tak se většinou zkoumají komplexy Ce3+. Organické sloučeniny ceru nezásaditými nukleofily a díky tomu mají využití v organické syntéze. Jelikož je cer poměrně netoxický, tak mohou být tyto látky alternativou k ostatním organokovovým činidlům; byly publikovány výsledky několika prací zkoumajících využití jeho sloučenin.

## Struktura
Struktura organických sloučenin ceru v roztocích je stále neznámá, i když je známo, že značně záleží na způsobu přípravy dané látky. Sloučeniny získané z organolithných činidel by měly mít strukturu „R-CeCl2“, zatímco ty, které byly připraveny z Grignardových činidel se přesněji popisují jako „R-MgX•CeCl3“. Kromě toho se předpokládá, že struktura komplexu v roztoku může být ovlivňována rozpouštědlem, jelikož byly pozorovány rozdíly mezi činidly připravenými v diethyletheru a těmi, která byla připravena v tetrahydrofuranu. Existují důkazy, že původní chlorid vytváří v THF polymerní struktury [Ce(μ-Cl)2(H2O)(THF)2]n, ovšem není známo, zda je tento polymer stálý.

## Příprava
Organické sloučeniny ceru se obvykle připravují transmetalací z odpovídajících organolithných nebo Grignardových činidel. Nejčastějším zdrojem ceru je zde chlorid ceritý, který je možné získat v bezvodé formě dehydratací běžně dostupného heptahydrátu. Pro úspěšné provedení transmetalace je důležitá předběžná komplexace.
Byla popsána činidla odvozená od alkylových, alkenylových a alkynylových organokovových sloučenin; rovněž i enoláty ceru. Stabilita každé z těchto látek je obvykle podobná, ať už byla získána z organolithné sloučeniny či Grignardova činidla; výjimku tvoří alkenylové sloučeniny ceru, které jsou stabilnější, pokud vzniknou z organolithného prekurzoru.
Na následujícím obrázku jsou uvedeny druhy organických sloučenin ceru, které byly připraveny a popsány:

## Reakce
Organické sloučeniny ceru se používají téměř výhradně k provádění adičních reakcí podobným způsobem jako organolithná a Grignardova činidla. Mají řadu vlastností, kterými se liší od běžněji používaných látek; například jsou značně nukleofilní, což umožňuje adice na iminy bez použití katalyzátoru v podobě Lewisovy kyseliny, a tak mohou být použity u těch substrátů, kde nelze použít obvyklé postupy.
I přes značnou reaktivitu jsou tyto látky málokdy zásadité, což umožňuje přítomnost alkoholů a aminů, stejně tak i enolizovatelných protonů.
Oxofilita ceru způsobuje 1,2-selektivitu při reakcích s konjugovanými elektrofily, což je vlastnost, kterou mají i organolithná činidla. Jeho sloučeniny tak lze stejně jako sloučeniny lithia použít k přípravě ketonů z acylových sloučenin bez nadbytečné adice.